# Zaberbecze
Zaberbecze – wieś sołecka w Polsce położona w województwie lubelskim, w powiecie bialskim, w gminie Leśna Podlaska.
W latach 1975–1998 miejscowość administracyjnie należała do województwa bialskopodlaskiego.
Wieś jest sołectwem w gminie Leśna Podlaska. Według Narodowego Spisu Powszechnego z roku 2011 wieś liczyła 118 mieszkańców.
Wierni Kościoła rzymskokatolickiego należą do parafii Narodzenia NMP i św. Apostołów Piotra i Pawła w Leśnej Podlaskiej.

## Historia
Zaberbecze alias „Zaberbecie”, w wieku XIX folwark w powiecie bialskim, gminie Sitnik, parafii Biała, w 1886 był tu  1 dom i 4 mieszkańców na 350 morgach .